# Ricardo Patiño

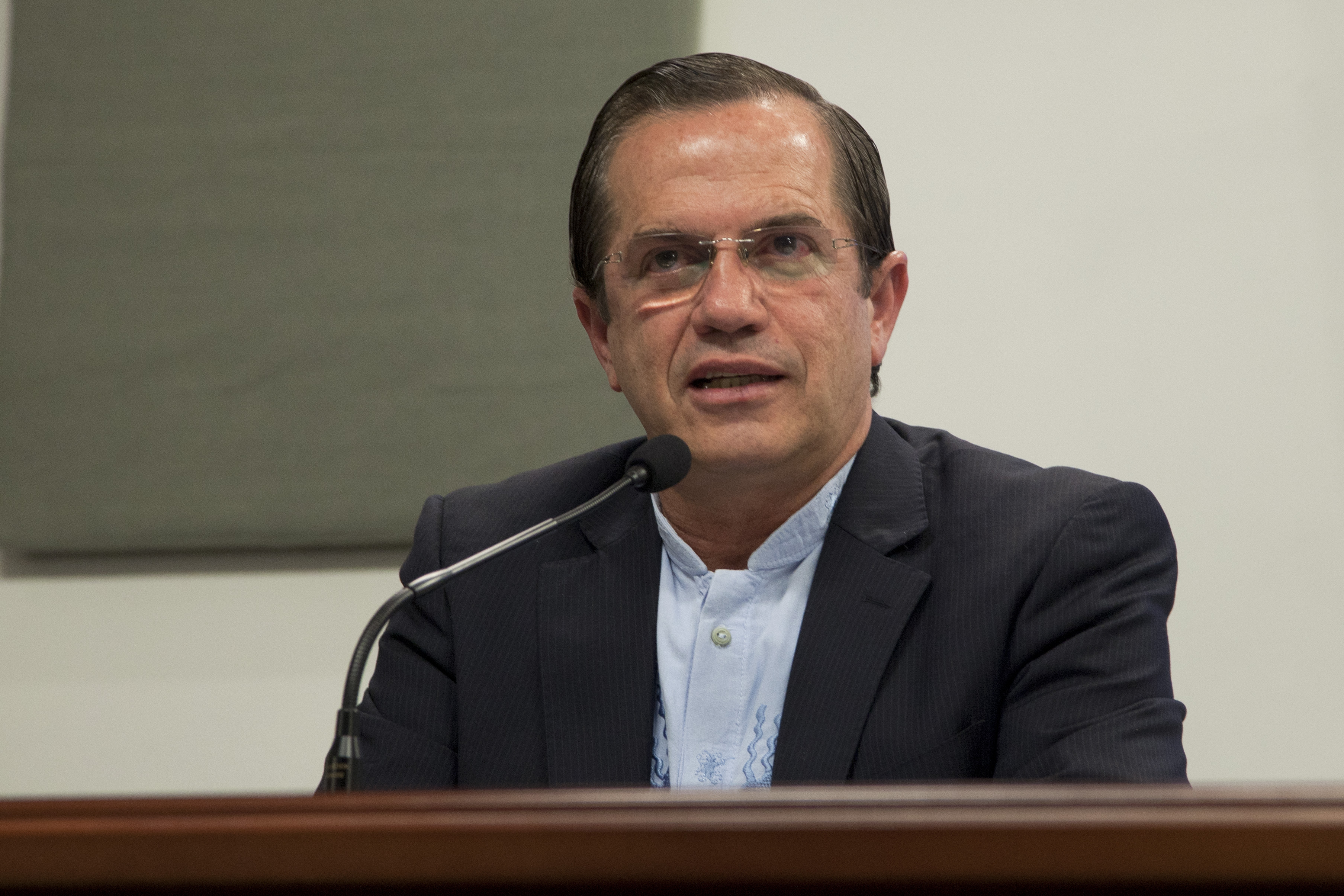
Ricardo Patiño

Ricardo Armando Patiño Aroca (* 16. Mai 1954 in Guayaquil) ist ein  ecuadorianischer Politiker.
Im Jahr 2007 war er Finanzminister von Ecuador. Dem Kabinett von Präsident Rafael Correa gehörte Patiño von Januar 2010 bis März 2016 als Außenminister an. Seit dem 3. März 2016 ist er Verteidigungsminister des Landes.